# Đăk HLơ
Đăk HLơ là một xã cũ thuộc huyện Kbang, tỉnh Gia Lai, Việt Nam.

## Địa lý
Xã Đăk HLơ có diện tích 19,547 km², dân số năm 2022 là 2.881 người, mật độ dân số đạt 147 người/km².

## Lịch sử
Ngày 28 tháng 9 năm 2024, Ủy ban Thường vụ Quốc hội ban hành Nghị quyết số 1195/NQ-UBTVQH15 về việc sắp xếp đơn vị hành chính cấp xã của tỉnh Gia Lai giai đoạn 2023 – 2025 (nghị quyết có hiệu lực từ ngày 1 tháng 11 năm 2024). Theo đó:
- Điều chỉnh 6,217 km² diện tích tự nhiên quy mô dân số là 284 người của xã Đăk Hlơ để nhập vào xã Nghĩa An.
- Sáp nhập toàn bộ 13,33 km² diện tích tự nhiên và quy mô dân số là 2.597 người còn lại của xã Đăk Hlơ vào xã Kông Bơ La.